# Мальованський (Мальованське л-во)
Мальованський — гідрологічний заказник місцевого значення на території Шепетівського лісгоспу (Мальованське лісництво, кв. 69, 70, 71, 86, 87). Оголошений рішенням Хмельницького Облвиконкому № 7 від 25.10.1992 року.

## Опис
Озеро і болотний масив з типовою та рідкісною водно-болотною рослинністю.
Площа — 120 га.
Територія заказника включає озера, що утворились на місці колишніх торфорозробок, болота, ділянки лісової та лучної рослинності. Найбільші площі займають болотні екосистеми. У центральній частині це пухівково-сфагнове оліготрофне болото на останній стадії розвитку. Частина болотного комплексу перебуває на мезотрофній стадії, тут поширені очеретяно-осоково-сфагнові рослинні угруповання. 
Незначні площі займає соснова та березово-соснова лісова рослинність. Лучна рослинність трапляється на підвищеннях рельєфу і представлена щучником дернистим та кострицею червоною. Водна рослинність представлена угрупованнями латаття білого, занесеними до Зеленої книги України.
Трапляються регіонально рідкісні види: образки болотні, росичка круглолиста, багно болотне, андромеда багатолиста, осока багнова, бобівник трилистий, щитник австрійський, а також види, занесені до Червоної книги України: верба чорнична, плаун річний.  
Заказник є акумулятором води для живлення річки Конотоп - притоки Смілки.

## Скасування
Рішенням Хмельницького Облвиконкому № 21 від 11.05.1999 року пам'ятка була скасована.
Скасування статусу відбулось по причині включення до складу регіонального ландшафтного парку «Мальованка».